# 조지아 증권거래소
조지아 증권거래소(KSE, 조지아어: საქართველოს საფონდო ბირჟა)는 조지아 트빌리시에 소재한 증권거래소이다. 1999년에 설립되었다.

## 같이 보기
- 조지아의 경제